# XPS查看器
XPS Viewer (全称XML Paper Specification Viewer，中文为XPS查看器) 是微软开发的免费应用程序，可用于查看和打印XPS（XML Paper Specification，XML纸张规范）文档。XPS 是一种电子文件格式，可用于创建和分享高质量、可靠的文档，类似于 PDF。XPS Viewer 可用于 Windows 操作系统。

## 功能
XPS Viewer的主要功能包括：
- 查看XPS文档
- 打印XPS文档
- 支持搜索文档中的文本
- 支持视图文档的页面
- 支持复制文档中的文本
- 支持保存文档为图像格式
- 支持转换XPS文档为PDF格式

XPS Viewer是一个免费的软件，它随附在Windows 7和Windows 8中。 Windows 10中随附的Microsoft Edge浏览器支持XPS文件的查看。